# Seduction of the Innocent
Seduction of the Innocent (in italiano: La seduzione dell'Innocente) è un saggio dello psichiatra Fredric Wertham, pubblicato nel 1954, che metteva in guardia dai fumetti, dipinti come una forma deteriore di letteratura popolare e una delle principali cause di delinquenza giovanile. Il libro fu un piccolo caso editoriale che allarmò i genitori e li spronò ad avviare campagne in favore della censura sui fumetti. Il Congresso degli Stati Uniti aprì un'inchiesta sull'industria del fumetto. In seguito alla pubblicazione di Seduction of the Innocent, gli editori di fumetti istituirono volontariamente la Comics Code Authority, per regolamentare i contenuti delle pubblicazioni.

## Le accuse ai "crime comics"
Seduction of the Innocent denunciò tutte le raffigurazioni, esplicite o edulcorate, di violenza, sesso, uso di droghe e altri argomenti per adulti contenute nei "crime comics"- un termine che Wertham usò per descrivere non solo i popolari fumetti dell'epoca che parlavano di gangster o di omicidi, ma anche i fumetti di supereroi e i fumetti horror. Il libro affermava, basandosi prevalentemente su aneddoti non documentati, che leggere questi fumetti avrebbe incoraggiato i bambini a imitare le oscenità e gli atti violenti.
I fumetti, specie quelli di tematiche orrorifiche/criminali creati dalla EC Comics, non mancavano certo di immagini scabrose e raccapriccianti; Wertham le riportò minuziosamente, definendo le morbosità ricorrenti come "ferite agli occhi". Molte delle sue altre congetture, particolarmente quelle riguardanti dei sottintesi sessuali (ad esempio: sosteneva che figure di donne nude fossero state nascoste in immagini di alberi; elaborò una teoria secondo cui Batman e Robin erano due amanti gay) incontrarono il dileggio degli ambienti del fumetto.
D'altronde, le sue affermazioni riguardo al fatto che Wonder Woman avesse dei caratteri riferibili all'ambiente BDSM, si rivelarono esatte e ben documentate: ci fu persino un'ammissione in tal senso di William Moulton Marston, il creatore di Wonder Woman; Wertham, però si spinse oltre fino a proclamare che la forza e l'indipendenza della supereroina fossero la prova del suo lesbismo.

## Le critiche agli editori
Nel libro, Wertham criticava anche le politiche editoriali e di vendita dei comic book, scagliandosi contro la pubblicizzazione di coltelli e fucili ad aria compressa sulle pagine dei fumetti a contenuto violento. Egli espresse la sua solidarietà ai venditori che, pur essendo contrari alla vendita di fumetti horror, vi erano comunque costretti dalle strategie commerciali dei loro distributori.

## L'inchiesta e i suoi risultati
La fama di Seduction of the Innocent si sommò alla celebrità di cui Wertham già godeva in qualità di esperto, e fu quindi ovvia la sua convocazione davanti alla Commissione Senatoriale americana sulla delinquenza giovanile (Senate Subcommittee on Juvenile Delinquency), guidata da una personalità particolarmente attiva nella lotta al crimine: il democratico Estes Kefauver. In una lunga testimonianza davanti alla Commissione, Wertham riaffermò le tesi esposte nel suo libro e indicò nei fumetti la causa principale dei crimini commessi dai giovani. La commissione procedette quindi a interrogare l'editore dell'EC William Gaines, chiedendogli di rendere conto delle scene di violenza ritratte sui suoi fumetti.
Nonostante il rapporto finale della Commissione non avesse accusato i fumetti di alcun crimine, fu raccomandato che gli editori di fumetti rendessero (spontaneamente) meno forti i contenuti degli albi. Probabilmente questa fu considerata una velata minaccia di censura, tanto da spingere gli editori a creare la Comics Code Authority (letteralmente: Autorità del codice fumettistico) perché si occupasse di una sorta di autocensura.
Il nuovo regolamento non solo bandì le immagini violente, ma persino intere parole e concetti (ad esempio: "terrore" e "zombie"), e stabilì che i criminali dei fumetti dovessero sempre essere puniti. Questo portò alla scomparsa della maggior parte delle testate EC, che lasciarono la scena del fumetto dominio esclusivo dei fumetti supereroistici, debitamente revisionati. Nonostante ciò, Wertham considerò il Comics Code inadeguato a proteggere i giovani.

## Edizioni e fortuna del libro
Seduction of the Innocent era illustrato con tavole tratte da albi a fumetti ed esibite come "prove", ognuna delle quali era accompagnata da una didascalia in cui Wertham riportava i suoi commenti sardonici. La prima edizione conteneva una bibliografia in cui si elencavano gli editori di fumetti citati nel libro, ma, temendo azioni legali, l'editore di "Seduction of the Innocent" strappò la pagina della bibliografia da ogni copia che riuscì a procurarsi, così le copie che l'hanno ancora sono una vera rarità. Il libro è infatti diventato con gli anni oggetto di culto, e le copie in buono stato delle sue prime edizioni sono spesso vendute a cifre alte ai collezionisti. Inoltre, fra i collezionisti americani di fumetti, ogni albo a fumetti che è stato citato integralmente o parzialmente nel libro di Wertham viene chiamato "Seduction Issue", ed è di norma valutato a un prezzo maggiore degli altri numeri della stessa serie.

## Fonti
- Beaty, Bart (2005). Fredric Wertham and the Critique of Mass Culture. University Press of Mississippi, ISBN 1-57806-819-3.
- Nyberg, Ami Kiste (1998). Seal of Approval: The History of the Comics Code, University Press of Mississippi, ISBN 0-87805-975-X.
- Wright, Bradford W. (2001). Comic Book Nation: The Transformation of Youth Culture in America, Johns Hopkins University Press, ISBN 0-8018-7450-5.